# فينسينزو فيريرا
فينسينزو فيريرا Vincenzo Ferrera (من مواليد 21 أبريل 1973 في باليرمو ) هو ممثل إيطالي.

## السيرة الذاتية
ولد فينسينزو فيريرا في باليرمو في 21 أبريل 1973.  و أبدى اهتمامًا بالتمثيل منذ أن كان مراهقًا. بدأت في المشاركة في المنظمات المسرحية بعد المدرسة الثانوية مباشرة. دخل عالم الترفيه مع مدرسة Teatro Biondo ومع Gruppo della Rocca. في عام 2008، شارك في المسلسل التلفزيوني Rai 3 Agrodolce، في دور ستيفانو مارتورانا. 
ظهرت أيضًا في فيلم ملائكة بورسيلينو عام 2003، من إخراج روكو كاساريو، في دور فينسينزو لي مولي،  المسلسل الصغير أب مثالي تقريبًا،  من إخراج موريزيو ديل أورسو، وبثه قناة راي 1، في التي شاركت في بطولتها مع ميشيل بلاسيدو،  إيل كابو دي كابي، في دور المفوض بيبي مونتانا، الذي تم بثه في عام 2007 على قناة كانال 5،  الرسول الثالث عشر،  الشاب مونتالبانو، أون بوستو آل وحيد، في دور إدواردو نابي  ويوتوبيا في دور مينو بيكوريللي. في ماري فوري هو المعلم بيبي رومانو   بينما في الناجين هو غايتانو روسو.  

## أعماله

### السينما
- مونيلا، إخراج تينتو براس (1998)
- Rose e pistole، إخراج كارلا أبوزو (1998)
- I fetentoni إخراج أليساندرو دي روبيلانت (1999)
- كوارتيتو، إخراج سالفاتور بيسيتشيللي (2001)
- La rivincita، إخراج أرمينيا بالدوتشي (2002)
- لا ريبوبليكا دي سان جينارو، إخراج ماسيمو كوستا (2003)
- Alla fine della notte للمخرج سالفاتور بيسيتشيللي (2003)
- ... e dopo cadde la neve للمخرج دوناتيلا باجليفو (2005)
- Amore e Libertà - Masaniello، إخراج أنجيلو أنتونوتشي (2006)
- لامور بويو، إخراج أنطونيو كابوانو (2010)
- Breve storia di lunghi tradimenti، إخراج دافيد مارينجو (2012)
- ما تشي بيلا سوربريزا، من إخراج أليساندرو جينوفيسي (2015)
- Adesso tocca a me للمخرج فرانشيسكو ميتشيشي (2017)
- فيلم La mia banda suona il pop للمخرج فاوستو بريزي (2020)
- فيلم La notte più Lunga dell'anno للمخرج سيمون ألياندري (2022)

### التلفاز
- بوسيتانو، إخراج فيتوريو سيندوني - مسلسل قصير (1996)
- Non lasciamoci più، إخراج فيتوريو سيندوني - مسلسل قصير (2000)
- Inviati Speciali إخراج فرانشيسكو لاوداديو - فيلم تلفزيوني (2001)
- Sospetti 2، إخراج جياني ليبر - مسلسل قصير (2003)
- لا سكوادرا (2004)
- جو بتروسينو، إخراج ألفريدو بيريتي - فيلم تلفزيوني (2006)
- المحقق دونا، إخراج سينزيا تي إتش توريني - مسلسل قصير (2007-2010)
- إيل جنرال دالا كييزا إخراج جورجيو كابيتاني - فيلم تلفزيوني (2007)
- Scusate il trouble، من إخراج لوكا مانفريدي - مسلسل قصير (2009)
- Io e mio figlio - Nuove storie per il commissario Vivaldi، من إخراج Luciano Odorisio - مسلسل، حلقة واحدة (2010)
- كل النجوم، إخراج ماسيمو مارتيلي (2010)
- توتي إي بادري دي ماريا، من إخراج لوكا مانفريدي - مسلسل قصير (2010)
- لورو دي سكامبيا، إخراج ماركو بونتيكورفو - فيلم تلفزيوني (2014)
- أونا بالوتولا نيل كور، من إخراج لوكا مانفريدي - الحلقة 3 "Il passato che ritorna" (2014)
- Non uccidere، من إخراج جوزيبي جالياردي - مسلسل قصير، 6º حلقة (2015)
- L'allieva، الحلقة 6 "Corno d'Africa" عام 2016
- باولو بورسيلينو - Adesso tocca a me من إخراج فرانشيسكو ميكيتشي - وثائقي (2017)
- Squadra mobile - Operazione Mafia Capitale، من إخراج Alexis Sweet، 14 حلقة (2017)
- في بونتا دي بيدي، إخراج أليساندرو دالاتري - فيلم تلفزيوني (2018)
- ماري فوري، إخراج كارمين إليا، ميلينا كوكوزا إي إيفان سيلفستريني (2020-in corso)

## الروابط الخارجية
فينسينزو فيريرا في قاعدة بيانات الأفلام على الإنترنت